# NSB El 5 sorozat
Az NSB El 5 sorozat egy norvég B'B' tengelyelrendezésű 15 kV, 16,7 Hz AC áramrendszerű villamosmozdony-sorozat. Az NSB üzemeltette. Összesen 12 db készült belőle az  AEG, Siemens, Norsk Elektrisk & Brown Boveri, Hamar Jernstøperi és Thune gyáraiban. Egy példányt, a 2039-est, a Norvég vasúti múzeum őrzött meg.